# リモコンキーID

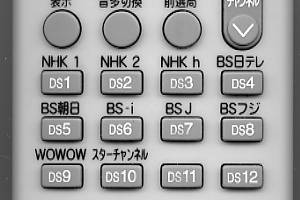
番号選局キーの上に局名が記されたBSデジタル放送受信機のリモコン。

リモコンキーID（リモコンキーアイディー）とは、地上デジタルテレビ放送などにおいて放送局単位で決められているリモコンの押しボタン（ワンタッチボタン）用の番号である。「リモコンキー識別番号」「リモコン番号」とも呼ばれる。
視聴者にとってはアナログテレビ放送で使われてきた「チャンネルポジション」とほぼ同じものであり、これをもって「デジタル○チャンネル」、デジタルしかなくなった現在は単に「○チャンネル」とするテレビ局が多い。一方、「リモコン○番」とするテレビ局も存在する。

## 概要
地上デジタル放送等では、通常、受信端末でチャンネルリストを作成して不揮発性メモリーなどに保持することによって、放送局の選局をスムーズに行うことができるようにしている。このチャンネルリストは、物理チャンネル番号（周波数）、TS名（放送事業者名）、サービスID（番組を識別するためのID）、リモコンキーIDからなり、リモコンキーIDはダイレクト選局用キーに割り付けるために使用されている情報である。
物理チャンネル番号（周波数）との関係は、アナログ放送ではこの1物理チャンネルが受信機でも1つのチャンネルに対応している。
一方、デジタル放送では1つの周波数帯域チャンネルで複数のサービスを伝送することができるようになった。地上デジタル放送のサービス識別は16進4桁の値となるが、視聴者にはわかりにくく選局動作に支障があるため、リモコンのワンタッチボタンにデフォルトで割り付けるためのリモコンキーIDと直接サービスを指定するための3桁チャンネル番号が定められた。
以上からデジタル放送のテレビの選局方法として、ワンタッチ選局（リモコンキーIDを利用）、ダイレクト選局（3桁番号を数字キーなどで直接指定する選局）、アップダウン選局（アップダウンキーを利用する選局）が可能となっている。リモコンキーIDの仕組みでは、ある放送事業者がリモコンキーIDの「1」で送出すると、受信機側でリモコン「1」を選択したときにその放送事業者のサービスが選択されるユーザーインターフェースが構築されている。
基本的に地上波・衛星波を問わずデジタルテレビ放送ではこのリモコンキーIDに関する情報（SI情報）を放送波の中に含めて送信し、受信機で地域設定などの情報と突き合わせて受信した周波数の放送を特定のワンタッチボタンの番号に割り当てることができる。日本の衛星波や韓国では番号を全国レベルで揃えているため、基本的に機器出荷の時点で情報を固定的に記憶させている。しかし、その後の変更はプログラム書き換えか、視聴者による手動設定での対応を迫られる。
地上波・BS・110度CSなど複数のデジタルチューナーを搭載した統合型チューナーは、各々別に定義された同じ数値のリモコンキーIDを有する。同じリモコンキーIDに異なる複数の放送ネットワークのチャンネルが設定されて受信している場合は、機器の仕様に基づいて選択可能である。また、地上波・BS共に機器の設定を手動で変更すれば事業者側から指定されたリモコンキーIDと異なるワンタッチボタンに設定することも出来る。

## 日本
日本ではBSデジタル放送が2000年12月に開始したが、全国一律のサービスで3桁数字のサービスIDですべての放送サービスに割り当てを行うことができた。しかし、2003年12月に関東・中京・近畿の三大広域圏から開始された地上デジタル放送は地域放送であり、日本全国に中継局も含めると大小約1,5000局のUHF局が存在し、既存のアナログ放送との混信対策を行いながら移行する必要があった。BSデジタル放送は全国一律のサービスで、すべての放送サービスに3桁数字を割り当てることが可能だったが、地上デジタル放送では放送事業者が約130も存在し、サービスIDを3桁に収めることが不可能となった。
UHFの送信チャンネル自体をワンタッチボタンで選局させようとするとワンタッチボタンではなく「0」から「9」までのテンキーによるツータッチになってしまい、このままでは地上波でも衛星波でも視聴者に不便を強いることになってしまうため、総合的な解決策が求められていた。
そこでBSデジタル放送で選局に3桁数字を使うユーザインターフェースを踏襲して新たにリモコンキーIDという識別子が設けられた。
リモコンキーIDは同一サービスエリア内の放送事業者には各別に割り当てられ、重複しないようになっているが、域外の放送事業者と重複する可能性があるため、4桁の枝番を設定して区別している。リモコンキーIDが重複した場合の設定基準や電子番組表の表示は、受信機側でサービスエリア内の放送局を優先するようになっている。

## アメリカ合衆国
仮想チャンネルと呼ばれる。ワシントンD.C.の主なチャンネル一覧は以下の通り。
- 4ch WRC-TV（NBC）
- 5ch WTTG（FOX）
- 7ch WJLA-TV（ABC）
- 9ch WUSA（CBS）
- 14ch WFDC-DT（Univision）
- 20ch WDCA（MyNetworkTV）
- 26ch WETA-TV（PBS）
- 44ch WZDC-CD（Telemundo）
- 50ch WDCW（The CW）
- 66ch WPXW-TV（ion）

## 大韓民国
韓国は国土が狭いということもあり、デジタル放送を始めるにあたりリモコンキーID設定を全国で揃えた。
その際基準としたのは首都・ソウルにおけるチャンネルであった。アナログ時代のチャンネルは以下の通りで、全てVHF。
- K-06ch SBS（開局時「ソウル放送」）
- K-07ch KBS第2テレビジョン（開局時「東洋放送」）
- K-09ch KBS第1テレビジョン（KBSオリジナルチャンネル、開局時「大韓放送」）
- K-11ch MBC文化放送
- K-13ch EBS教育放送（開局時「KBS第3テレビジョン」）

これを基準とし、地上波はボタン6番から11番までに固めることとした。KBS、MBC、SBS（国内系列民放を含む）の4つのチャンネルはソウル局のアナログチャンネル番号をそのまま適用し、EBSは「10」を、日本の東京メトロポリタンテレビジョンのような首都圏の独立局であるOBS京仁テレビは「8」を、それぞれ割り当てた。